# کارآگاه کونان: عروس هالووین
پروندهٔ بسته‌شده: عروس هالووین معروف به کارآگاه کونان: عروس هالووین (انگلیسی: Case Closed: The Bride of Halloween؛ انگلیسی: Detective Conan: The Bride of Halloween؛ ژاپنی: 名探偵コナン ハロウィンの花嫁) یک فیلم معمایی انیمه ژاپنی به کارگردانی سوسومو میتسوناکا است. این بیست و پنجمین قسمت از مجموعه‌فیلم پروندهٔ بسته‌شده است که بر پایهٔ مجموعه مانگایی به همین نام اثر گوشو آئویاما، پس از فیلم ۲۰۲۱ کارآگاه کونان: گلوله سرخ ساخته شده‌است.
کارآگاه کونان: عروس هالووین در ۱۵ آوریل ۲۰۲۲ در ژاپن منتشر شد و به‌طور کلی نظرات مثبتی از سوی مخاطبان و منتقدان دریافت کرد.

## داستان
در طول عروسی تاکاگی و ساتو، یک مهاجم وارد می‌شود و سعی می‌کند به ساتو حمله کند. اما تاکاگی در حین مجروح شدن از او محافظت می‌کند. مهاجم فرار می‌کند، اما اوضاع حل می‌شود، اگرچه ساتو به درستی تحت تأثیر این وقایع قرار می‌گیرد.

## بازیگران
| شخصیت               | صداپیشه ژاپنی     |
| ------------------- | ----------------- |
| کونان ادوگاوا       | می‌نامی تاکایاما   |
| ران موری            | واکانا یامازاکی   |
| کوگورو موری         | ریکیا کویاما      |
| شینیچی کودو         | کاپی یاماگوچی     |
| هیروشی آگاسا        | کنیچی اوگاتا      |
| آی هایبارا          | مگومی هایاشی‌بارا  |
| آیومی یوشیدا        | یوکیکو ایوای      |
| میتسوهیکو تسوبورایا | ایکو اوتانی       |
| جنتا کوجیما         | واتارو تاکاگی     |
| جوزو مگوره          | چافورین           |
| واتارو تاکاگی       | واتارو تاکاگی     |
| میواکو ساتو         | آتسوکو یویا       |
| یویا کاظمی          | نوبو توبیتا       |
| ری فورویا           | تورو فورویا       |
| هیرومیتسو موروفوشی  | هیکارو میدوریکاوا |
| جین پی ماتسودا      | نوبوتوشی کانا     |
| تاریخ واتارو        | هیروکی توچی       |
| کنجی هاگیوارا       | شین ایچیرو میکی   |
| النیکا لاورنتیوا    | مای شیرایشی       |

## بازخورد

### فروش گیشه
کارآگاه کونان: عروس هالووین نخستین بار در هفته آغازین، با فروش حدود ۱٬۳۲۱٬۹۴۴ بلیط در سه روز اول به رتبه اول گیشه رسید.

## انتشار
کارآگاه کونان: عروس هالووین در تاریخ ۱۳ تا ۱۶ مه اکران شد و قرار بود به‌طور رسمی در ۲۶ مه در تایلند پخش شود، اما بعداً به ۲۵ مه تغییر یافت. این فیلم در ۲ ژوئن ۲۰۲۲ در سنگاپور و مالزی منتشر شد.